# Елън Шрайбер
Елън Шрайбер (на английски: Ellen Schreiber) е американска писателка на бестселъри в жанра фентъзи и юношеска литература.

## Биография и творчество
Елън Шрайбер е родена 26 януари 1967 г. в Синсинати, Охайо, САЩ, в семейството на Гари и Сюзън Шрайбер. Има двама братя Бен и Марк. Завършва местния колеж със специалност театрално изкуство и прекарва едно лято на специализация в Лондон в Кралската академия за драматично изкуство.
След дипломирането си се премества в Чикаго за пет годни, където продължава обучението си в актьорската школа „The Second City“, за да усъвършенства актьорските си умения – главно с комедиите и драмите на Шекспир. Заедно с приятелка от школата правят собствено представление за година, след което тя го поема самостоятелно преобразявайки го на комедийно шоу. По същото време започва да пише новела с главен герой рок звезда.
През следващите две години се премества в ново жилище и участва главно в комедийни шоу програми по клубовете в околността. Елън завършва новелата си „Johnny Lightning“ (Джони Светкавицата) под наставленията на брат си Марк Шрайбер, който е писател. Той я подкрепя, редактира новелата и я изпраща на своя издател в Белгия, който я публикува на немски.
Тази малка публикация ѝ дава мотивация да продължи да пише. Присъединява се към Съюза на писателите (SCBWI). Редакторката на месечното списание на съюза Катрин Теген се съгласява да прегледа ръкописите ѝ, тъй като тя все още няма агент. През 2001 г. тя ѝ предлага да издаде нейния пръв роман – „Teenage Mermaid“ (Тийнейджърката сирена), а после и следващите два – „Вампирски целувки“ и „Comedy Girl“.
След дълго чакане романът „Teenage Mermaid“ е публикуван през май 2003 г., а през юли 2003 г. излиза и „Вампирски целувки“.
Главна героиня във фентъзито „Вампирски целувки“ е готическото момиче Рейвън Мадисън, което учи в гимназията на скучния град Дулсвил. Тя се запознава с пристигналия тъмноок Александър Стерлинг, който се оказва вампир. Той обаче е много забавен, тя се влюбва в него и помежду им започва обсебваща любовна история.
Романът „Вампирски целувки“ се харесва много на читателите и е определен като един от избраните романи за юноши през 2004 г. от Американската библиотечна асоциация. Поради успеха му тя е помолена да напише продължение. Оттогава всяка година излиза по един роман от популярната поредица.
През 2006 и 2007 г. по романите ѝ от серията са направени манга и комикси, което е нейна стара мечта.
През 2010 г. с романа „Once in a Full Moon“ започва втората си поредица, в която героинята Целесте се влюбва в Брандън, който се превръща във върколак по пълнолуние.
Елън Шрайбер живее със съпруга си Еди и синът си в Мороу, Охайо.

## Произведения

### Самостоятелни романи
- Teenage Mermaid (2003)
- Comedy Girl (2004)

### Серия „Вампирски целувки“ (Vampire Kisses)
1. Вампирски целувки, Vampire Kisses (2003)
2. Нежност в ковчег, Kissing Coffins (2005)
3. Вампирсвил, Vampireville (2006)
4. Танц с вампир, Dance with a Vampire (2007)
5. Клуб „Ковчег“, The Coffin Club (2008)
6. Кралска кръв, Royal Blood (2009)
7. Любовта хапе, Love Bites (2010)
8. Загадъчни желания, Cryptic Cravings (2011)
9. Immortal Hearts (2012)

#### Комикси по серията

##### Серия „Vampire Kisses“ (манга)
1. Blood Relatives (2007)
2. Blood Relatives, Volume 2 (2008)
3. Blood Relatives, Volume 3 (2009)

##### Серия „Vampire Kisses“ (комикс)
1. Graveyard Games (2011)

### Серия „По време на пълнолуние“ (Once in a Full Moon)
1. Once in a Full Moon (2010)
2. Magic of the Moonlight (2011)
3. Full Moon Kisses (2012)

### Разкази
- Haunted (2007)

В България има само фен-преводи на писателката.